# Phaeochlaena cuprea
Phaeochlaena cuprea är en fjärilsart som beskrevs av William Schaus 1906. Phaeochlaena cuprea ingår i släktet Phaeochlaena och familjen tandspinnare. Inga underarter finns listade i Catalogue of Life.